# Quận Phaya Thai
Phaya Thai (tiếng Thái: พญาไท, phát âm [pʰā.jāː tʰāj]) là một quận nằm tại trung tâm thủ đô Bangkok, Thái Lan. Mặc dù có cùng tên, nhưng do thay đổi ranh giới, Đường Phaya Thai và Ga BTS Phaya Thai lại thuộc Quận Ratchathewi liền kề.
Các quận giáp ranh (từ phía bắc theo chiều kim đồng hồ) là Chatuchak, Din Daeng, Ratchathewi và Dusit.

## Lịch sử
Quận Phaya Thai được thành lập năm 1966 bằng cách chia cắt các khu vực thuộc các quận Dusit và Bang Kapi. Nó được đặt tên theo tên đường chính là đường Phaya Thai. Từ khi đó, quận đã có nhiều đổi thay. Năm 1973, Quận Huai Khwang đã được tách ra khỏi Phaya Thai. Sau đó vào năm 1978, với nỗ lực cân bằng dân số giữa các quận, ranh giới giữa các huyện Phaya Thai, Huai Khwang và Bang Kapi đã được sửa đổi. Quận mới tên Ratchathewi được thành lập khi cắt phần phía Nam của Phaya Thai vào năm 1989. Năm 1993, một vài phần phía Đông của quận cũng đã được cắt ra cho quận Din Daeng, khiến Phaya Thai chỉ còn lại một tiểu quận là Sam Sen Nai.
Vì chia cắt đất cho Ratchathewi, đường Phaya Thai không còn thuộc địa phận Quận Phaya Thai. Nó chạy dài xuyên suốt Ratchathewi và Pathum Wan. Tương tự, Ga Phaya Thai BTS cũng thuộc Ratchathewi, trên đường Phaya Thai.

## Hành chính
Quận được chia thành hai tiểu quận (khwaeng).

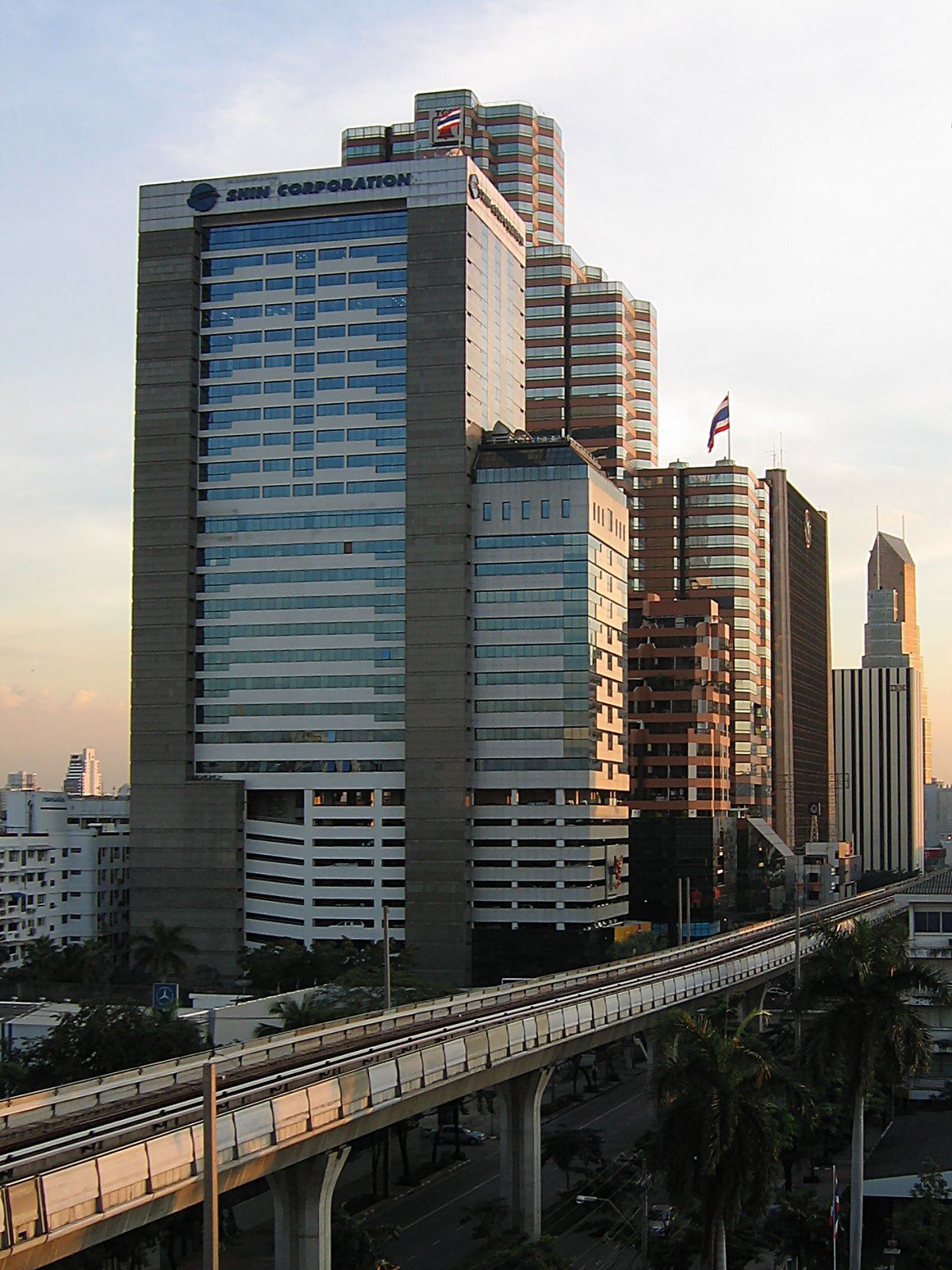
Đường Phahonyothin ở Phaya Thai

| Thứ tự | Tên         | Tiếng Thái | Diện tích (km2) | Dân số (Tháng 12 năm 2021) | Mật độ dân số (Tháng 12 năm 2021) | Bản đồ |
| ------ | ----------- | ---------- | --------------- | -------------------------- | --------------------------------- | ------ |
| 1.     | Sam Sen Nai | สามเสนใน   | 4,923           | 30.476                     | 6.190,53                          | Map    |
| 6.     | Phaya Thai  | พญาไท      | 4,672           | 36.736                     | 7.648,97                          | Map    |
| Tổng   | Tổng        | Tổng       | 9,595           | 66.212                     | 6.900,68                          | Map    |

Số thứ tự 2, 3, 4 và 5 bị thiếu do nó thuộc về phó quận sau khi được nhập vào quận Ratchathewi.

## Địa điểm

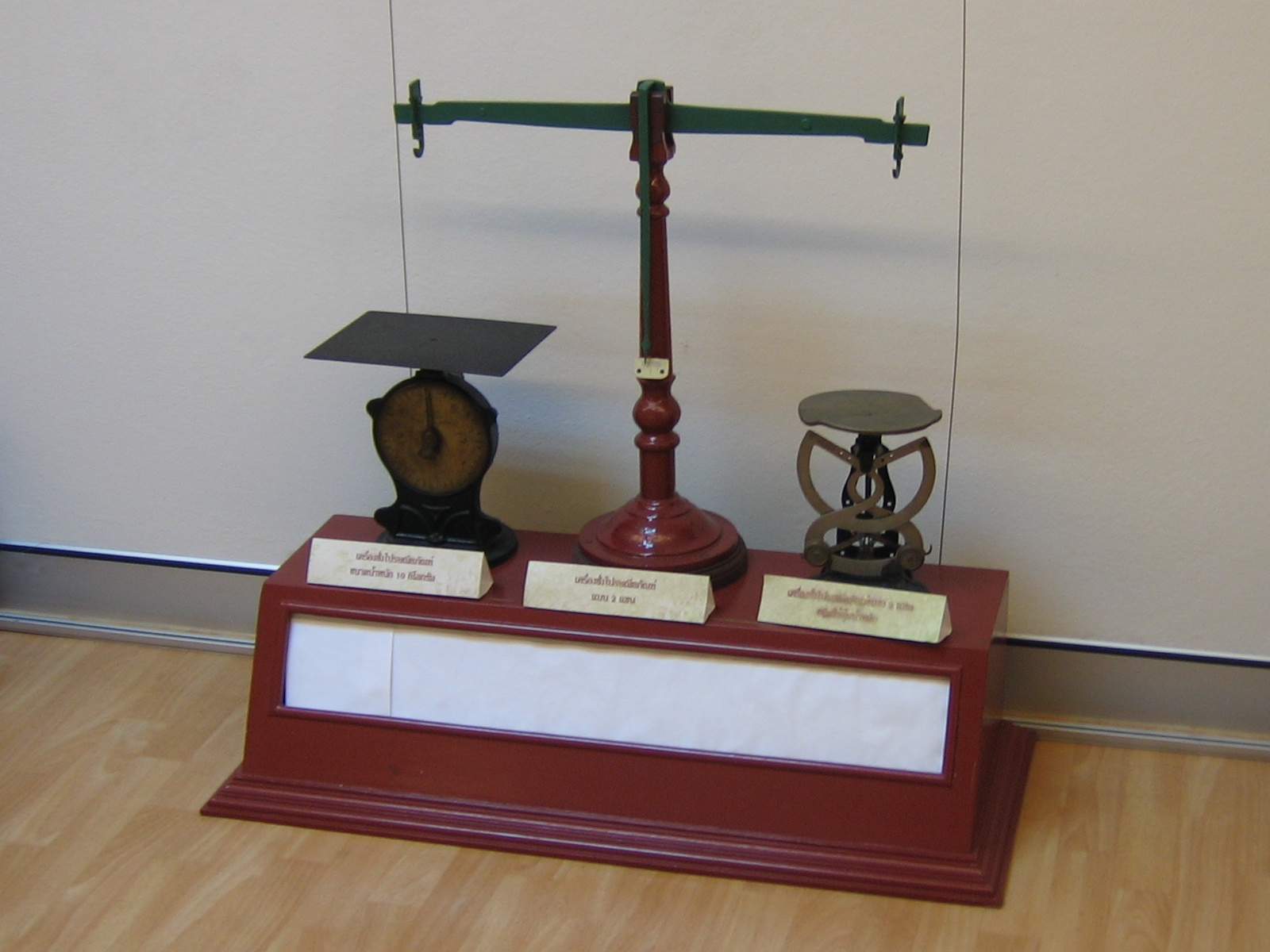
Những cái cân cổ trong Bảo tàng Philatelic

Một phần lớn phía đông của quận của nó được Quân đội Hoàng gia Thái sử dụng, bao gồm Sân vận động Quân đội và đài truyền hình Channel 5 của quân đội. Một vài văn phòng chính phủ khác cũng tại nơi đây, như Ngân hàng Tiết kiệm Chính phủ (tiếng Thái: ธนาคารออมสิน; RTGS: thanakhan om sin), Bộ Kinh tế và Bộ Tài nguyên và Môi trường.
Dân cư tập trung nhiều ở khu vực Saphan Khwai (Tiếng Thái: สะพานควาย) với các cửa hàng, căn hộ và trung tâm mua sắm BigC.
Viện bảo tàng Thai Philatelic đã được cải tạo và chuyển đến một tòa nhà phía sau bưu điện Samsen Nai tại Saphan Khwai vào tháng 12 năm 2004. Giữa các vật trưng bày là các giải thưởng tem học nhận được từ các cuộc thi quốc tế với các bản sao của các tem dành chiến thắng, áp phích mô tả các tem hiếm của Thái và các thiết kế tem dành chiến thắng.
Wat Phai Tan (Tiếng Thái: วัดไผ่ตัน) là ngôi đền Phật giáo duy nhất của quận.

## Giao thông
Có ba trạm hệ thống tàu điện trên cao Bangkok ở Phaya Thai: Sanam Pao, Ari và Saphan Khwai. Ga Bang Sue Bangkok MRT nằm ở góc phía Tây Bắc của quận.

## Con người
Cựu Thủ tướng Thái Lan Thaksin Shinawatra (2001–2006) từng là nhân viên cảnh sát với công việc ban đầu tại Trạm cảnh sát quận Phaya Thai. Shinawatra và đảng chính trị của ông, Thai Rak Thai đã bị lật đổ trong một cuộc đảo chính không bạo lực vào tháng 9 năm 2006.